# La Famiglia
La Famiglia é o primeiro disco de estúdio da banda Skowa e a Máfia, lançado em 1989.

## Faixas
1. Atropelamento E Fuga
2. Atenção
3. Deus Me Faça Funky
4. Assim Passam As Horas
5. Dance
6. Estação São Bento
7. Amigo Do Amigo
8. Tudo Chato Tudo Errado
9. Balanço De Proa
10. África Brasil

## Créditos
Banda
- Skowa: vocal
- Bukassa Kabengele: voz
- Chê Leal: voz
- Kiki Vassimon : baixo
- Tonho Penhasco: guitarra base
- Tuba: guitarra solo
- Rogério Rochlitz: teclados
- James Muller: bateria
- Fernando Bastos: saxofone
- Liege Rava: saxofone
- Monica Doria: trompete

Músicos Adicionais
- André Abujamra: guitarra
- Ed Motta: vocais
- Thaíde: vocais
- MC Jack: vocais
- Nasi: scratches
- DJ Hum: scratches